# Wennigser Mühlbach
Der Wennigser Mühlbach ist ein Fließgewässer in der Gemeinde Wennigsen und das orographisch linke der beiden Quellgewässer der Ihme in der niedersächsischen Region Hannover. Sein innerörtlicher Verlauf im Kernort Wennigsen ist denkmalgeschützt. Zwei ihn querende Brücken und ein Wehr finden sich ebenfalls auf der Liste der anerkannten Baudenkmale.

## Verlauf
Als Quellen des Mühlbaches gelten laut der Ortschronik von Friedrich Wüllner alte Stollenanlagen im Deister. Zudem nennt er drei Quellgebiete im Deister: Das obere reicht bis zur Tellerkurve, das mittlere bis zum Nachtflügelweg und das untere Quellgebiet bis zur Höhenlage von etwa 120 m ü. NHN. Die Zuflüsse treffen sich in Höhe des Waldsportplatzes, östlich der Ortslage Waldkater. Von dort aus fließt der Bach entlang des Wasserparkes, des Klosters Wennigsen bis zur Knölkenbrücke. Dort erreicht er östlich von Wennigsen die Gemarkungen Sorsum und Evestorf. Südwestlich von Sorsum nimmt er von rechts den Waldkaterbach auf, bevor er zusammen mit der ebenfalls von rechts kommenden Bredenbecker Beeke nordwestlich von Evestorf den Ursprung der Ihme bildet.
Am westlichen Rand der Ortslage von Wennigsen zweigt der → Mühlenbetriebsgraben nach rechts vom Mühlbach ab. Von dort an fließt der Mühlbach fast vollständig überdeckt durch Wennigsen, bevor er östlich des Feuerwehrplatzes wieder ans Tageslicht kommt.

## Mühlenbetriebsgraben
Der Mühlbach ist im innerörtlichen Wennigser Verlauf als Ensemble denkmalgeschützt. Neben ihm verläuft ein künstlich angelegter Mühlenbetriebsgraben, der sich aus dem Wasser des Baches speist und am westlichen Rand Wennigsens abzweigt. An ihm lagen ehemals sieben Wennigser Mühlen mit vorgelagerten Mühlteichen (siehe Karte). Diese dienten in den Sommermonaten als Wasserspeicher für den Mühlenbetrieb. Als Denkmal steht noch heute die Obere Mühle als ehemaliges Holzsägewerk und heutiges Heimatmuseum Wennigsen sowie die Mittelmühle Wennigsen als zwei von drei oberschlächtigen Wassermühlen. Die dritte, auch als Untere Mühle oder Klostermühle bekannt, wurde 1960 abgerissen. An ihrer Stelle steht heute ein Wohnhaus. An der Stelle, an der sich das Mühlrad befand, wurde eine Kaskade gemauert. Kurz nach dem Garten des Klosters Wennigsen mündet der Mühlenbetriebsgraben in den Mühlbach.
Im Gegensatz zum Mühlbach, der innerhalb Wennigsens über eine längere Strecke überdeckt wurde, fließt der Mühlenbetriebsgraben nahezu auf seiner ganzen Länge an der Oberfläche. Abgesehen von Unterführungen unter Straßen sind lediglich bei der Unterquerung der an dieser Stelle zu einem Platz aufgeweiteten Mühlenstraße, des Feuerwehrplatzes sowie der Straße Klosteramthof und der angrenzenden Klostermauer, längere Teilstücke verrohrt.

## Baudenkmale
Zwei denkmalgeschützte Brücken finden sich im Verlauf des Mühlbachs unweit des Klosters Wennigsen. Eine liegt am Klostergarten, eine am Klosteramthof. Dort ist auch der Beginn des Mühlendammweges und ein ebenfalls geschütztes Wehr am Mühlenbetriebsgraben.
Westlich der Ortschaft Sorsum befindet sich eine weitere Brücke über den Mühlbach, die als Baudenkmal eingetragen wurde. Diese Bogenbrücke wurde Mitte des 19. Jahrhunderts aus Natursteinquadern errichtet. Über diese Brücke führt heute die Landesstraße 391 von Wennigsen nach Sorsum.
Im Zuge der Planungen für das Projekt Gartenregion Hannover wurde der innerörtliche Bereich von einem Büro für Landschaftsplanung überarbeitet. Neue Beleuchtungsanlagen wurden gesetzt, Hortensienbeete angelegt und der historische Charakter zum Beispiel durch die Freilegung von Natursteinprofilen unterstrichen.